# همپتون (تنسی)
همپتون (به انگلیسی: Hampton) یک منطقهٔ مسکونی در ایالات متحده آمریکا است که در شهرستان کارتر، تنسی واقع شده‌است.